# Hans Egede
Hans Egede (31 de enero de 1686 – 5 de noviembre de 1758) fue un misionero luterano noruego, llamado el Apóstol de Groenlandia. Fundó la ciudad de Nuuk, su capital.

## Semblanza
Egede estudió en la Universidad de Copenhague y desde 1706 ejerció como pastor. Por sus lecturas se interesó en la colonia de Groenlandia y persuadió al gobierno danés de financiar una expedición con el fin de llevar la reforma a esta colonia.
Partió de Bergen el 3 de mayo de 1721 con su familia y tres barcos. Al llegar a la costa oeste de Groenlandia el 4 de julio, se percató de que no quedaba población nórdica en esa región, de manera que se dedicó a convertir al cristianismo a la población local. Fundó Godthåb (Nuuk), la capital de Groenlandia. También fue promotor del comercio entre Dinamarca y Groenlandia. Permaneció en la colonia hasta 1736, pero debió regresar a Europa debido a su estado de salud. Fue nombrado director del seminario de Copenhague, donde se formaban los misioneros para Groenlandia. Publicó un libro sobre la historia natural de Groenlandia. 
Su hijo, Poul Egede, fue también misionero en Groenlandia y completó la traducción iniciada por su padre del Nuevo Testamento (1766). Publicó un diccionario de traducción del inuktitut al danés y latín (1750), una gramática (1760) y un catecismo (1756) en idioma inuktitut.
Falleció el 5 de noviembre de 1758 a la edad de 72 años en Stubbekøbing, Falster.
Serpiente marina:

Hans Egede también dio una de las descripciones más antiguas de una serpiente marina, lo que comúnmente se cree que pudo haber sido un calamar gigante. El 6 de julio de 1734 escribió que su barco estaba frente a la costa de Groenlandia, cuando las personas a bordo pudieron ver: 

«... la presencia de la más terrible criatura, que no se asemejaba a nada que hubiesen visto antes. El monstruo levantó la cabeza tan arriba que parecía ser más alto que el puesto del vigía en el palo mayor. La cabeza era pequeña y el cuerpo corto y arrugado. La criatura desconocida usaba unas aletas gigantes que la propulsaban a través del agua. Más adelante los marineros vieron la cola también. El monstruo era más largo que toda nuestra nave».

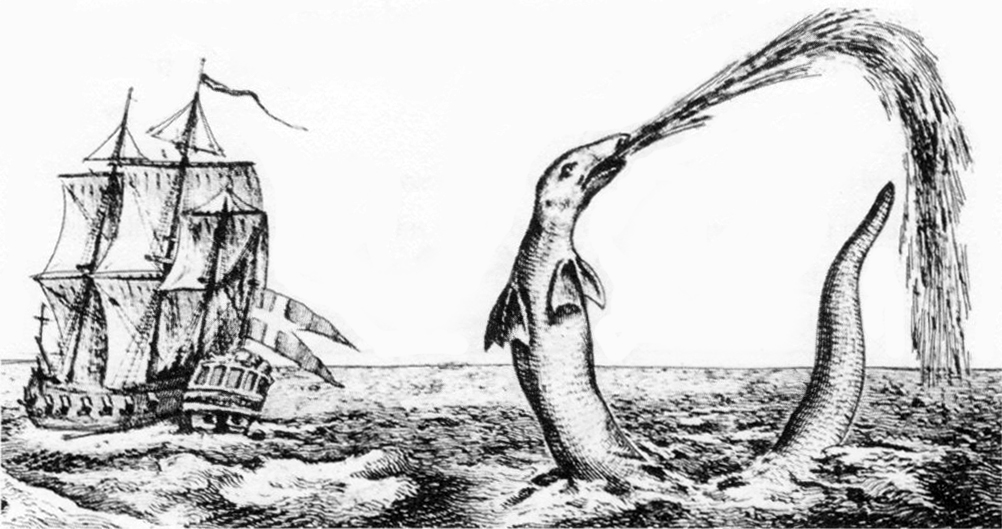
Serpiente marina avistada por Hans Egede en 1734
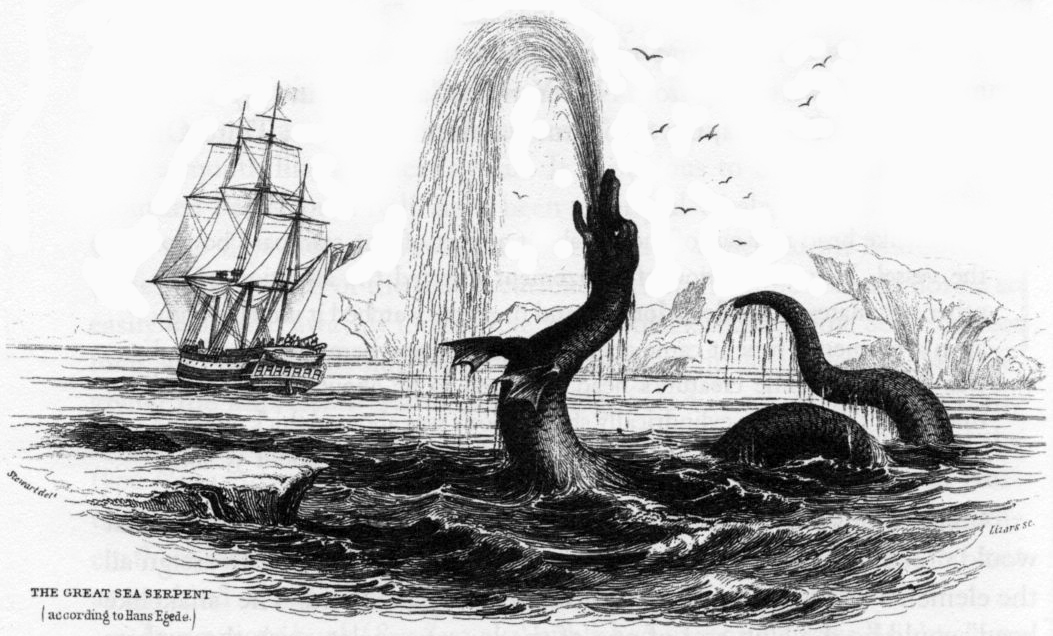
La gran serpiente de mar, según Hans Egede

## Mapas

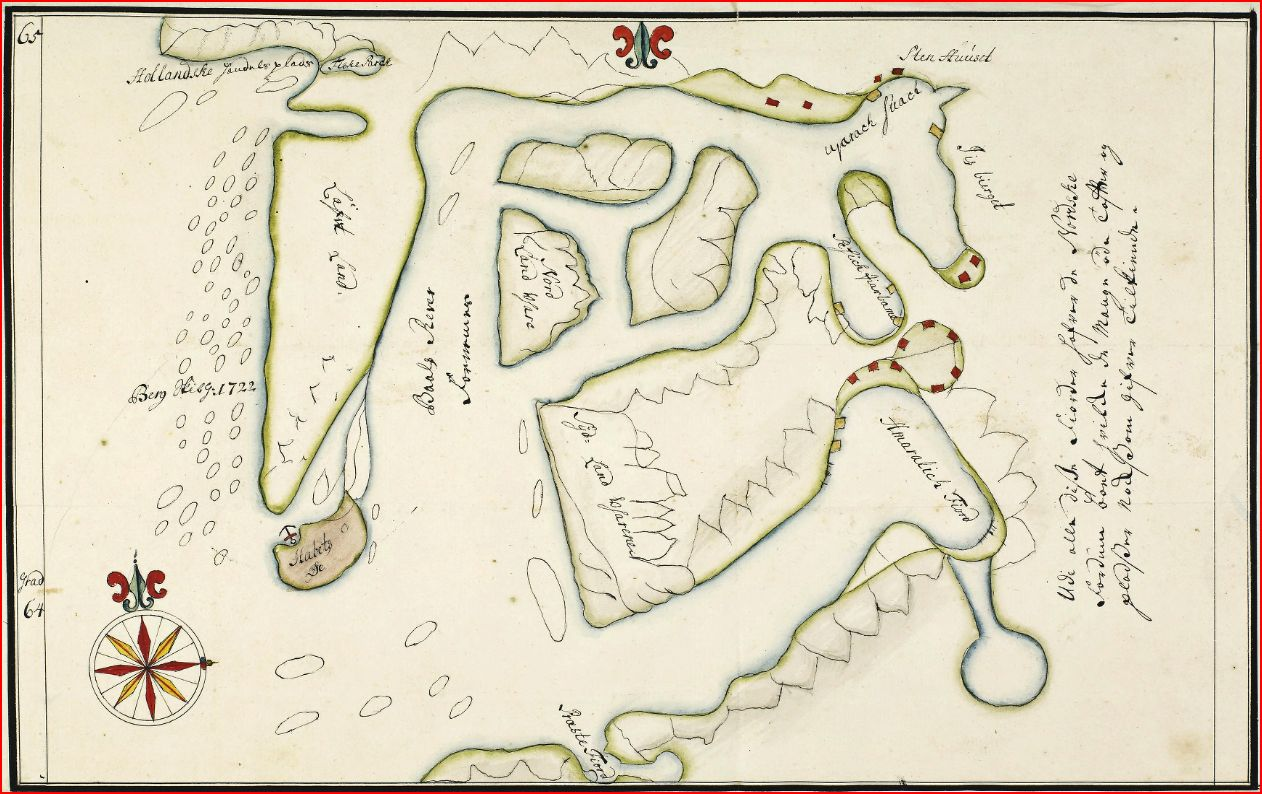
(1722) Mapa de Egede de la zona alrededor de "Habets Oe"
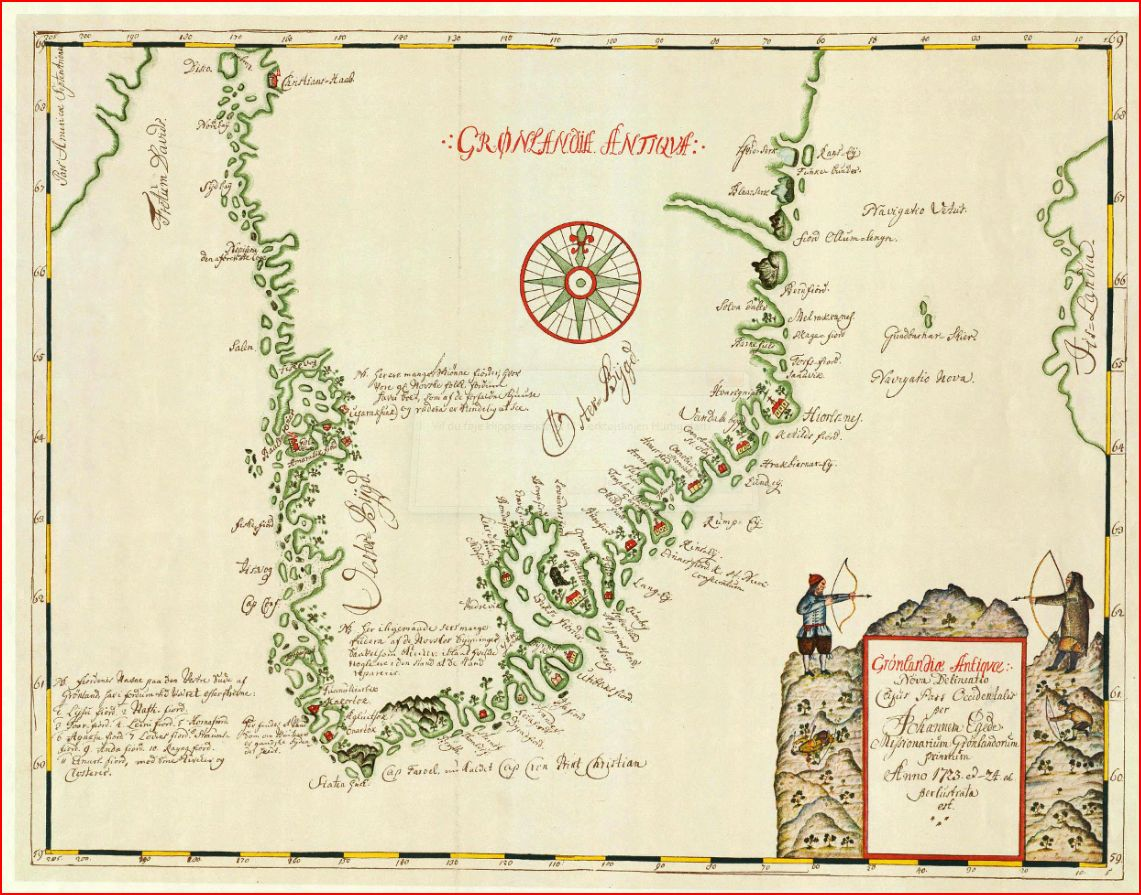
(1723) Mapa de Egede de Groenlandia
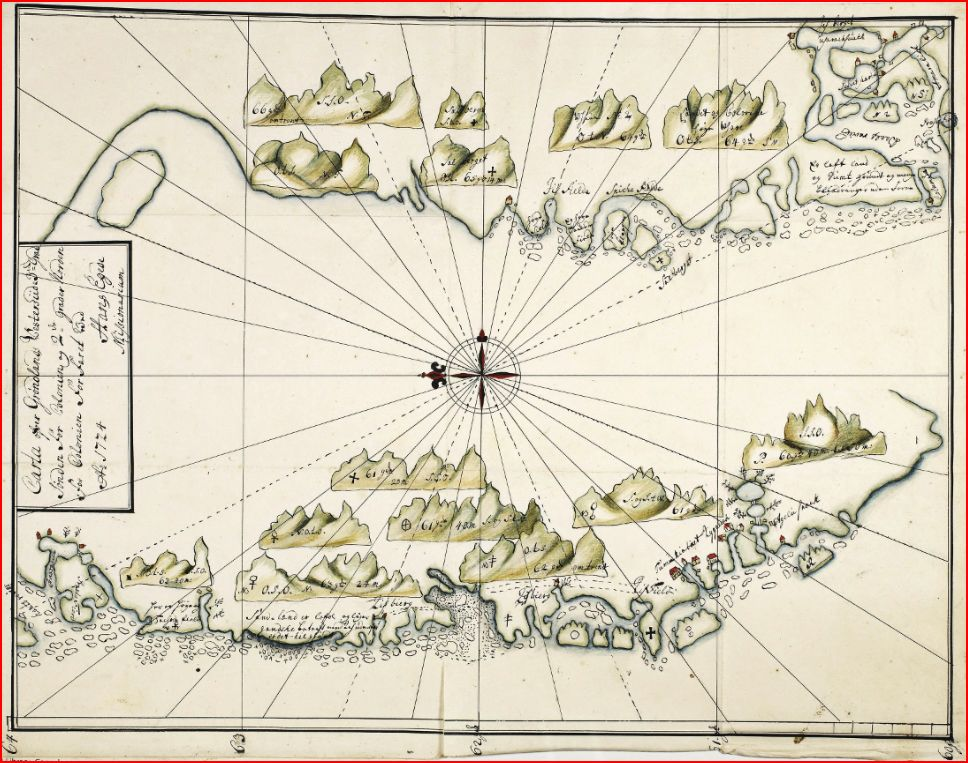
(1724) Mapa de Egede de Groenlandia occidental
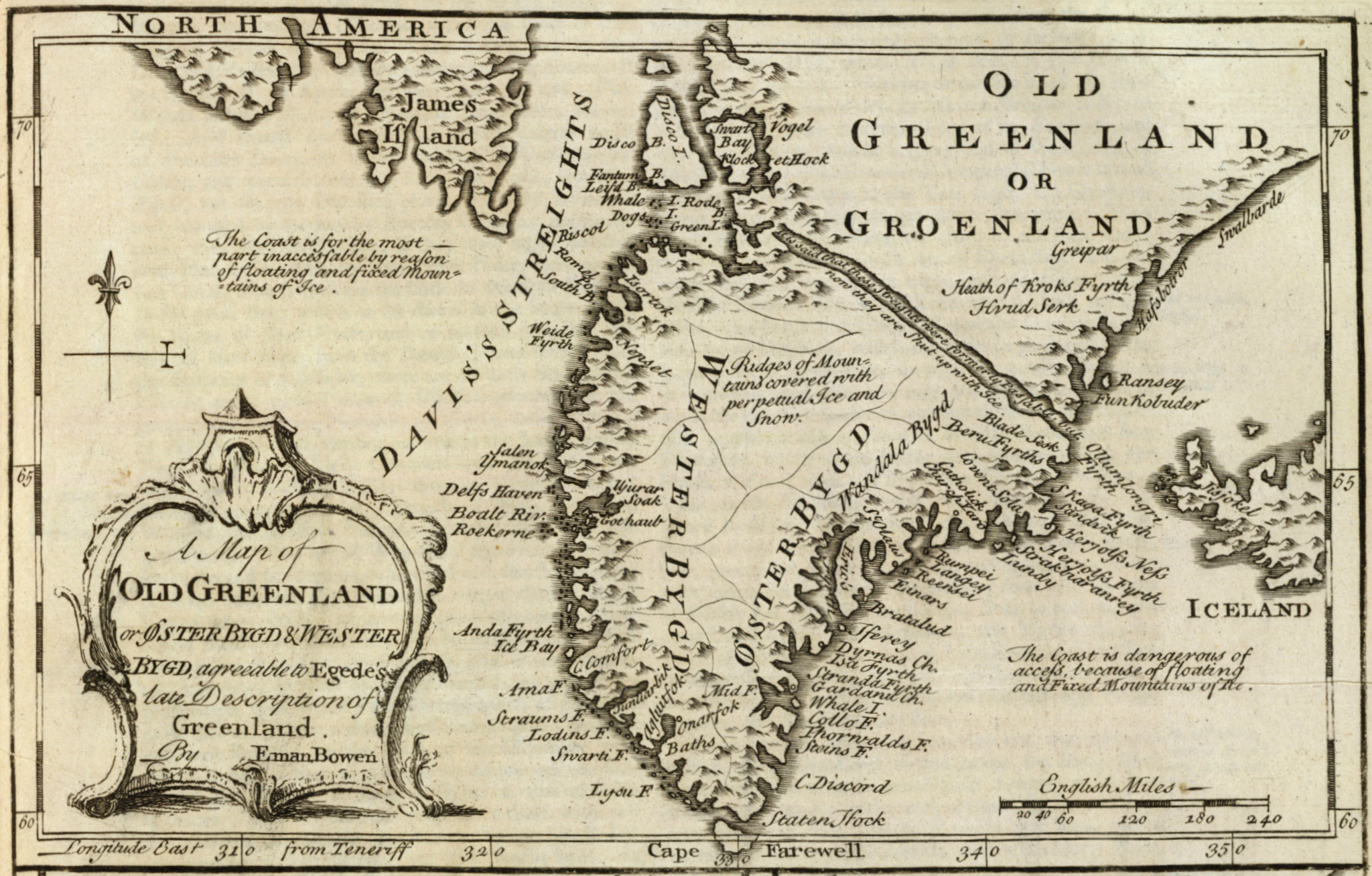
(1747) Mapa sobre la base de las descripciones de Egede

## Reconocimientos

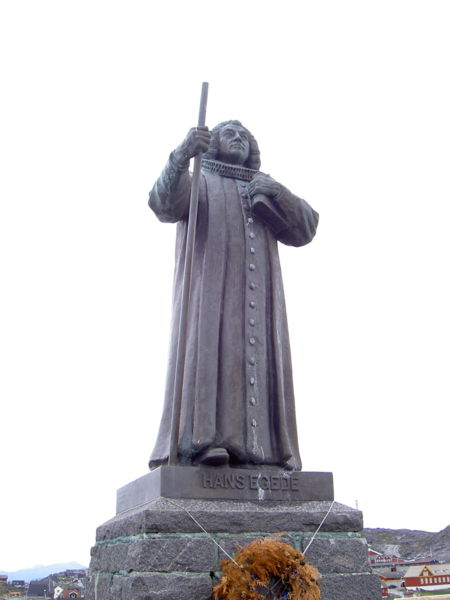
Estatua de Hans Egede en Nuuk.

- El cráter lunar Egede lleva este nombre en su honor.